# Thuok
Thuok, auch Theok oder Tuok, war ein vietnamesisches Längenmaß in Annam. Es galt als Ellenmaß.
- 1 Thuok = 10 Tahk = 100 Fahn = 1.000 Li = 63,88 Zentimeter (für Händler)
- 10 Thuok = 1 Düong (Trüong) = 6,39 Meter (für Händler)
- Annam 300 Thuok = 1 Gon = 191,64 Meter
- Annam 15 Thuok = 1 Sao = 7,275 Meter